# 치아링고사우루스
치아링고사우루스(Chialingosaurus)는 중생대 쥐라기 후기, 오늘날 아시아 대륙에서 서식한 4족보행의 초식공룡이다. '조반류'-'장순아목'-'스테고사우루스과'에 속한다. 학명은 "치아링(Chialing)의 도마뱀"이라는 의미를 갖고 있다. 화석은 중국남부에서 발견되었다. 전체 몸 길이는 약4m~5m, 체중은 150kg정도 되었을 것으로 추정된다. 머리 부분부터 꼬리부분에 걸쳐 못 모양의 돌기가 2열로 돋아 있는 것이 특징이다. 켄트로사우루스(Kentrosaurus)에 비해 가는 몸집에 긴 앞다리를 가지고 있다.